# خفقات الانفلات البطيني
في أمراض القلب، تكون خفقات الإنفلات البطيني عبارة عن تفريغ كهربائي متولد ذاتيًا يبدأ ويتسبب في تقلص بطينات القلب؛ عادة يبدأ إيقاع القلب في الأذينين للقلب ثم ينتقل بعد ذلك إلى البطينين. تأتي خفقات الانفلات البطيني بعد توقف طويل في إيقاع البطين وتعمل على منع السكتة القلبية. يشير إلى فشل نظام التوصيل الكهربائي للقلب في تحفيز البطينين (ما قد يؤدي إلى عدم وجود دقات القلب، ما لم تحدث خفقات انفلات البطين).

## الأسباب
تحدث خفقات الانفلات البطيني عندما ينخفض معدل التفريغ الكهربائي الذي يصل إلى البطينين (يبدأ عادةً بواسطة العقدة الجيبية الأذينية للقلب (العقدة الجيبية الأذينية)، وينتقل إلى العقدة الأذينية البطينية (العقدة الأذينية البطينية)، ثم ينتقل بعد ذلك إلى البطينين) أقل من المعدل الأساسي المحدد بمعدل المرحلة 4 من الاستقطاب التلقائي لخلايا جهاز تنظيم ضربات القلب البطيني. تحدث ضربات الهروب عادةً بعد 2-3 ثوانٍ من فشل النبضات الكهربائية في الوصول إلى البطينين.
يمكن أن تحدث هذه الظاهرة بسبب فشل العقدة الجيبية الأذينية عقدة SA في بدء النبض، أو بسبب فشل التوصيل من العقدة الجيبية الأذينية إلى العقدة الأذينية البطينية (العقدة الأذينية البطينية)، أو بسبب الكتلة الأذينية البطينية خاصة كتلة AV من الدرجة الثالثة. عادة، تقوم خلايا جهاز تنظيم ضربات القلب في العقدة الجيبية الأذينية بتفريغها بأعلى تردد وبالتالي فهي مسيطرة على الخلايا الأخرى ذات نشاط منظم ضربات القلب. عادةً ما تحتوي العقدة الأذينية البطينية على ثاني أسرع معدل تفريغ. عندما ينخفض معدل الجيوب الأنفية إلى ما دون معدل تصريف العقدة الأذينية البطينية، يصبح هذا هو منظم ضربات القلب السائد، والنتيجة تسمى خفقة أو نبضة الانفلات الوصلي. إذا انخفض المعدل من كل من العقدة الأذينية البطينية والعقدة الأذينية البطينية إلى أقل من معدل تصريف خلايا منظم ضربات القلب البطيني، فسيحدث انفلات بطيني.
خفقات الانفلات هي شكل من أشكال عدم انتظام ضربات القلب، وتعرف في هذه الحالة بالضربة المنتبذة. يمكن اعتباره شكلًا من أشكال نشاط منظم ضربات القلب خارج الرحم الذي كشف النقاب عنه بسبب عدم وجود أجهزة تنظيم ضربات القلب الأخرى لتحفيز البطينين. تُفرز خلايا منظم ضربات القلب البطيني بمعدل أبطأ من العقدة الجيبية الأذينية أو الأذينية البطينية. بينما تبدأ عقدة SA عادةً بمعدل 70 نبضة في الدقيقة (BPM)، فإن العقدة الأذينية البطينية (العقدة الأذينية البطينية) عادة ما تكون قادرة فقط على توليد إيقاع عند 40-60 نبضة في الدقيقة أو أقل. وبالتالي ينخفض معدل الانقباض البطيني بمقدار 15-40 نبضة في الدقيقة.
إذا كان هناك واحد أو اثنان فقط من ضربات خارج الرحم، فإنها تعتبر دقات هروب. إذا تسبب هذا في ظهور إيقاع شبه طبيعي، فإنه يعتبر إيقاعًا بطينيًا.
إن عدم انتظام ضربات القلب هو آلية تعويضية تشير إلى وجود مشكلة أساسية خطيرة في العقدة الجيبية الأذينية أو نظام التوصيل (عادة بسبب النوبة القلبية أو الآثار الجانبية للأدوية)، وبسبب معدلها المنخفض، يمكن أن تسبب انخفاضًا في ضغط الدم والإغماء.

## التشخيص
يمكن استخدام مخطط كهربية القلب لتحديد نبضة هروب البطين. يمثل جزء QRS من مخطط كهربية القلب إزالة الاستقطاب البطيني؛ في الظروف العادية، يشكل مركب QRS ذروة مفاجئة حادة. بالنسبة للمريض الذي يعاني من ضربات هروب بطينية، يكون شكل مركب QRS أوسع نظرًا لأن النبضة لا يمكن أن تنتقل بسرعة عبر نظام التوصيل الكهربائي العادي.

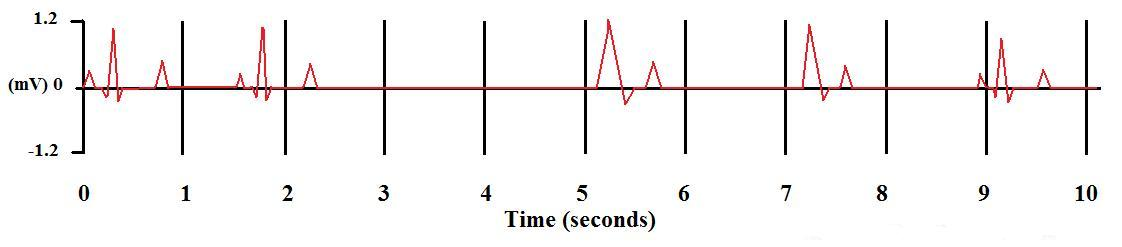
تظهر أول 2.5 ثانية دورة قلبية طبيعية. يتبع ذلك فترة من نشاط الجيوب الأنفية المتأخر الذي يبدأ استجابة الاستيلاء من قبل خلايا جهاز تنظيم ضربات القلب البطيني ما يؤدي إلى خفقات انفلات البطين. تعرض خفقات الانفلات بين 5-8 ثوانٍ.

تختلف خفقات الانفلات البطيني عن الانقباضات البطينية الخارجية (أو انقباضات البطين المبكرة)، وهي عبارة عن إفرازات كهربائية تلقائية للبطينين. لا يسبقها وقفة. على العكس من ذلك، غالبًا ما يتبعهم وقفة تعويضية.

## العلاج

### سيلوستازول
يمكن معالجة الإحصار الأذيني البطيني من الدرجة الثالثة باستخدام سيلوستازول الذي يعمل على زيادة معدل الانفلات البطيني.

### وابين
يقلل حقن الوابين من وقت الانفلات البطيني ويزيد من إيقاع الهروب البطيني. ومع ذلك، يمكن أن تؤدي جرعة عالية منه إلى تسرع القلب البطيني.